# Dubînka, Dunaiivți
Dubînka (în ucraineană Дубинка) este un sat în comuna Rahnivka din raionul Dunaiivți, regiunea Hmelnîțkîi, Ucraina.

## Demografie
Componența lingvistică a localității Dubînka
     Ucraineană (98,71%)
     Rusă (1,29%)
Conform recensământului din 2001, majoritatea populației localității Dubînka era vorbitoare de ucraineană (98,71%), existând în minoritate și vorbitori de rusă (1,29%).